# Batalha do Estreito de Malaca (1714)
 A Batalha do Estreito de Malaca foi uma das últimas batalhas da Guerra da Sucessão Espanhola, travada entre os dias 8 e 10 de Janeiro de 1714, contrariando a assinatura do Tratado de Utreque entre a França e Portugal, em Abril de 1713. 